# 索诺曼·鲁布桑
索诺曼·鲁布桑（1912年—1994年），蒙古族，籍贯不详，蒙古人民共和国政治人物。

## 生平
1949年2月21日，第九届大呼拉尔选举出来的蒙古人民共和国小呼拉尔，在最后一天的会议上，批准了蒙古人民共和国新政府名单。鲁布桑被任命为蒙古人民共和国部长会议副主席。鲁布桑还兼任贸易部长。
1957年，鲁布桑被任命为蒙古人民共和国驻中华人民共和国大使。鲁布桑于1957年5月11日到达北京，受到中华人民共和国外交部礼宾司司长王倬如、蒙古人民共和国驻华大使馆临时代办策登依什等人的迎接。1957年5月17日，鲁布桑向中华人民共和国主席毛泽东递交国书。
1959年6月13日，蒙古人民共和国驻华大使鲁布桑奉调回国。1959年6月17日，蒙古大人民呼拉尔主席团任命鲁布桑为部长会议副主席。1961年前后，鲁布桑担任蒙古驻苏联大使。
1963年12月22日，蒙古通讯社报道，蒙古人民共和国大人民呼拉尔通过决议，批准阿勒坦格列尔担任蒙古人民共和国大人民呼拉尔主席。根据大人民呼拉尔的决议，鲁布桑策伦·曾德已经被解除了蒙古人民共和国大人民呼拉尔主席的职务。大人民呼拉尔主席团还任命鲁布桑为部长会议第一副主席。1965年前后，鲁布桑已经是蒙古人民革命党中央政治局委员。
1972年6月29日至1974年6月11日，大人民呼拉尔主席团第一副主席鲁布桑代理大人民呼拉爾主席團主席。其间，1973年，蒙古人民共和国第八届大人民呼拉尔第一次会议继续选举鲁布桑担任大人民呼拉尔主席团第一副主席。

## 家庭
- 子：鲁布桑·额尔登楚龙